# Jetsgo
Jetsgo war eine kanadische Billigfluggesellschaft mit Sitz in Montreal.

## Geschichte
Die Fluggesellschaft Jetsgo wurde 2001 gegründet. Die Betriebsaufnahme erfolgte am 12. Juni 2002 unter der Leitung von Michel Leblanc. Die Flotte der Jetsgo bestand zum Startpunkt aus drei Flugzeugen des Types McDonnell Douglas MD-83. Ab ihren Basen in Montreal und Toronto bediente Jetsgo diverse Inlandsziele uns Auslandsrouten in den USA im Linienbetrieb. Chartereinsätze brachte Flugzeuge der Jetsgo auch nach Kuba, in die Dominikanische Republik und nach Mexiko. Jetsgo besaß auch ein Vielfliegerprogramm, welches den Namen JetSmiles trug. Alle Flugzeuge der Jetsgo waren mit Economyklasse ausgestattet. Am 11. März 2005 stellte Jetsgo den Flugbetrieb ein.

## Flotte
In ihrer gesamten Laufbahn betrieb Jetsgo:
- 14 McDonnell Douglas MD-83
- 18 Fokker 100